# 拳手 (酒吧)
拳手是一種職業，負責陪伴客人猜拳及飲酒，從而增加酒的銷量。
女拳手應徵者年齡介乎16歲至27歲，主要以兼職的形式工作，大多數為學生、辦公室女郎或者年輕家庭主婦，入職條件為酒量好。拳手的工資主要為時薪制，亦有佣金制，賣酒量逾多，則工資逾高；工作時間從晚上11時至凌晨3時，時薪由80港元至逾百港元不等。與吧女或陪酒小姐不同，拳手一般不會提供性服務或與客人有親密身體接觸。

## 外部連結
- 酒杯背後 – 香港酒吧女拳手調查研究報告 （页面存档备份，存于）香港浸會大學社會工作系助理教授梁麗儀博士 2005年11月